# Jacob de Haas
Jacob de Haas (geboren 13. August 1872 in London; gestorben 21. März 1937 in Manhattan, New York) war ein Londoner Journalist und Schriftsteller, Zionist und Herausgeber des Wochenblattes „The Jewish World“ in London von 1892 bis 1900.
Er gehörte zu den ersten Helfern Herzls in England und führte ihn dort ein. Er war Teilnehmer am ersten Zionistenkongress 1897 in Basel. Im Jahr 1900 war er zuständig für die organisatorische Vorbereitung des vierten Zionistenkongresses in London. 1902 siedelte er auf Herzls Bitte in die Vereinigten Staaten über, wo er als Nachfolger von Stephen Samuel Wise zum Sekretär der amerikanischen Zionistenföderation gewählt wurde (Richard Gottheil hatte ihn auf Vorschlag und Bitte Herzls engagiert).
Eines seiner größten Verdienste für den Zionismus war, dass er die Freundschaft Louis Brandeis’ gewann und diesen zu einem überzeugten Zionisten machte (seit 1908).
Von 1908 bis 1918 war de Haas einer der Herausgeber des „Jewish Advocate“ in Boston. Er veröffentlichte eine Herzl-Biographie.

## Schriften (Auswahl)
- Theodor Herzl. A Biographical Study. Leonard, Chicago 1927
- Louis D. Brandeis. A Biographical Sketch. Bloch, New York 1929
  - Louis D. Brandeis: eine biographische Skizze; mit besonderer Berücksichtigung seines Beitrags zur jüdischen und zionistischen Geschichte; mit dem Wortlaut seiner Reden, 1912–1924. Übersetzung Nadja Stein. Berlin, Fischer 1930